# Eisschnelllauf-Mehrkampfeuropameisterschaft 1999

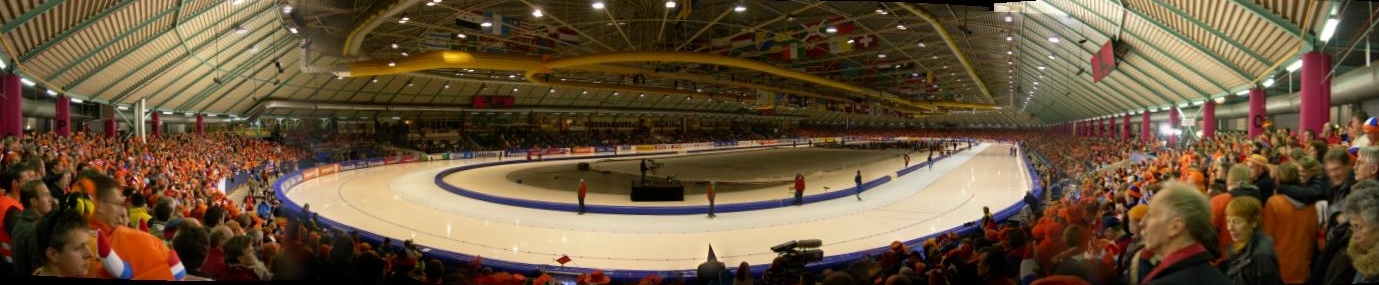
Thialf

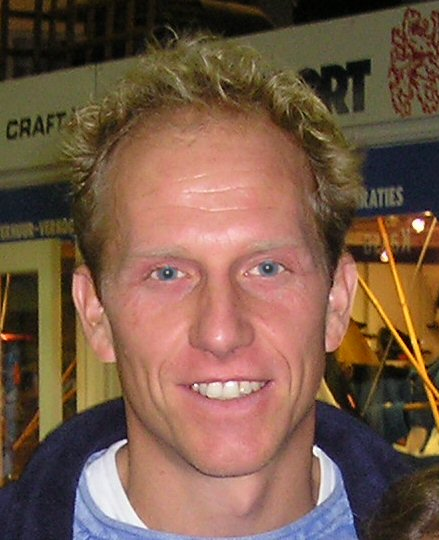
Europameister Rintje Ritsma

Die 95. Eisschnelllauf-Mehrkampfeuropameisterschaft (24. der Frauen) wurde vom 8. bis 10. Januar 1999 im Thialf im niederländischen Heerenveen ausgetragen.

## Teilnehmende Nationen
- 55 Sportler aus 17 Nationen nahmen am Mehrkampf teil.

| Teilnehmende Nationen                 | Teilnehmende Nationen                  | Teilnehmende Nationen                 | Teilnehmende Nationen   | Teilnehmende Nationen |
| ------------------------------------- | -------------------------------------- | ------------------------------------- | ----------------------- | --------------------- |
| Österreich Belgien Belarus Tschechien | Deutschland Finnland Frankreich Ungarn | Italien Lettland Niederlande Norwegen | Polen Rumänien Russland | Schweden Ukraine      |

## Wettbewerb

### Frauen

#### Endstand Kleiner-Vierkampf
- Zeigt die ersten zwölf Finalteilnehmerinnen der Mehrkampf-EM über 5000 Meter.

| Rang | Name                      | 500 Meter  | Pkt.  | 3000 Meter   | Pkt.  | 1500 Meter   | Pkt.  | 5000 Meter   | Pkt.  | Gesamt- punkte |
| ---- | ------------------------- | ---------- | ----- | ------------ | ----- | ------------ | ----- | ------------ | ----- | -------------- |
| 1    | Tonny de Jong             | 39,50 (1)  | 39,50 | 4:08,70 (2)  | 41,45 | 1:59,41 (2)  | 39,80 | 7:07,44 (3)  | 42,74 | 163,497        |
| 2    | Claudia Pechstein         | 40,16 (5)  | 40,16 | 4:09,66 (3)  | 41,61 | 2:00,18 (3)  | 40,06 | 7:06,09 (2)  | 42,60 | 164,439        |
| 3    | Annamarie Thomas          | 39,62 (2)  | 39,62 | 4:11,70 (4)  | 41,95 | 1:58,37 (1)  | 39,45 | 7:18,71 (6)  | 43,87 | 164,897        |
| 4    | Gunda Niemann-Stirnemann  | 41,16 (12) | 41,16 | 4:08,40 (1)  | 41,40 | 2:01,21 (5)  | 40,40 | 7:03,35 (1)  | 42,33 | 165,298        |
| 5    | Barbara de Loor           | 41,20 (13) | 41,20 | 4:13,15 (5)  | 42,19 | 2:01,86 (6)  | 40,62 | 7:07,49 (4)  | 42,74 | 166,760        |
| 6    | Emese Hunyady             | 39,96 (3)  | 39,96 | 4:17,98 (8)  | 42,99 | 2:01,07 (4)  | 40,35 | 7:22,69 (7)  | 44,26 | 167,581        |
| 7    | Renate Groenewold         | 42,09 (19) | 42,09 | 4:13,61 (6)  | 42,26 | 2:02,47 (7)  | 40,82 | 7:17,76 (5)  | 43,77 | 168,957        |
| 8    | Warwara Baryschewa        | 40,38 (7)  | 40,38 | 4:17,26 (7)  | 42,87 | 2:03,27 (10) | 41,09 | 7:28,61 (10) | 44,86 | 169,207        |
| 9    | Daniela Anschütz          | 41,25 (14) | 41,25 | 4:19,71 (9)  | 43,28 | 2:02,88 (9)  | 40,96 | 7:25,97 (8)  | 44,59 | 170,092        |
| 10   | Natalja Poloskowa-Koslowa | 40,25 (6)  | 40,25 | 4:22,67 (12) | 43,77 | 2:03,51 (11) | 41,17 | 7:32,92 (11) | 45,29 | 170,490        |
| 11   | Ulrike Adeberg            | 41,92 (17) | 41,92 | 4:20,33 (10) | 43,38 | 2:02,76 (8)  | 40,92 | 7:27,51 (9)  | 44,75 | 170,979        |
| 12   | Emese Dörfler-Antal       | 41,03 (11) | 41,03 | 4:23,36 (13) | 43,89 | 2:04,01 (12) | 41,33 | 7:36,71 (12) | 45,67 | 171,930        |

#### 500 Meter
| Platz | Name                      | Land        | Zeit  | Punkte |
| ----- | ------------------------- | ----------- | ----- | ------ |
| 1     | Tonny de Jong             | Niederlande | 39,50 | 39,50  |
| 2     | Annamarie Thomas          | Niederlande | 39,62 | 39,62  |
| 3     | Emese Hunyady             | Österreich  | 39,96 | 39,96  |
| 4     | Anzhelika Kotjuga         | Belarus     | 40,09 | 40,09  |
| 5     | Claudia Pechstein         | Deutschland | 40,16 | 40,16  |
| 6     | Natalja Poloskowa-Koslowa | Russland    | 40,25 | 40,25  |
| 7     | Warwara Baryschewa        | Russland    | 40,38 | 40,38  |
| 8     | Anna Saveljeva            | Russland    | 40,68 | 40,68  |
| 9     | Ellen Kathrine Lie        | Norwegen    | 40,77 | 40,77  |
| 10    | Krisztina Egyed           | Ungarn      | 40,96 | 40,96  |
|       |                           |             |       |        |
| 11    | Emese Dörfler-Antal       | Österreich  | 41,03 | 41,03  |
| 12    | Gunda Niemann-Stirnemann  | Deutschland | 41,16 | 41,16  |
| 14    | Daniela Anschütz          | Deutschland | 41,25 | 41,25  |
| 17    | Ulrike Adeberg            | Deutschland | 41,92 | 41,92  |

#### 3000 Meter
| Platz | Name                     | Land        | Zeit    | Punkte |
| ----- | ------------------------ | ----------- | ------- | ------ |
| 1     | Gunda Niemann-Stirnemann | Deutschland | 4:08,40 | 41,40  |
| 2     | Tonny de Jong            | Niederlande | 4:08,70 | 41,45  |
| 3     | Claudia Pechstein        | Deutschland | 4:09,66 | 41,61  |
| 4     | Annamarie Thomas         | Niederlande | 4:11,70 | 41,95  |
| 5     | Barbara de Loor          | Niederlande | 4:13,15 | 42,19  |
| 6     | Renate Groenewold        | Niederlande | 4:13,61 | 42,26  |
| 7     | Warwara Baryschewa       | Russland    | 4:17,26 | 42,87  |
| 8     | Emese Hunyady            | Österreich  | 4:17,98 | 42,99  |
| 9     | Daniela Anschütz         | Deutschland | 4:19,71 | 43,28  |
| 10    | Ulrike Adeberg           | Deutschland | 4:20,33 | 43,38  |
|       |                          |             |         |        |
| 13    | Emese Dörfler-Antal      | Österreich  | 4:23,36 | 43,89  |

#### 1500 Meter
| Platz | Name                     | Land        | Zeit    | Punkte |
| ----- | ------------------------ | ----------- | ------- | ------ |
| 1     | Annamarie Thomas         | Niederlande | 1:58,37 | 39,45  |
| 2     | Tonny de Jong            | Niederlande | 1:59,41 | 39,80  |
| 3     | Claudia Pechstein        | Deutschland | 2:00,18 | 40,06  |
| 4     | Emese Hunyady            | Österreich  | 2:01,07 | 40,35  |
| 5     | Gunda Niemann-Stirnemann | Deutschland | 2:01,21 | 40,40  |
| 6     | Barbara de Loor          | Niederlande | 2:01,86 | 40,62  |
| 7     | Renate Groenewold        | Niederlande | 2:02,47 | 40,82  |
| 8     | Ulrike Adeberg           | Deutschland | 2:02,76 | 40,92  |
| 9     | Daniela Anschütz         | Deutschland | 2:02,88 | 40,96  |
| 10    | Warwara Baryschewa       | Russland    | 2:03,27 | 41,09  |
|       |                          |             |         |        |
| 12    | Emese Dörfler-Antal      | Österreich  | 2:04,01 | 41,33  |

#### 5000 Meter
| Platz | Name                     | Land        | Zeit    | Punkte |
| ----- | ------------------------ | ----------- | ------- | ------ |
| 1     | Gunda Niemann-Stirnemann | Deutschland | 7:03,35 | 42,33  |
| 2     | Claudia Pechstein        | Deutschland | 7:06,09 | 42,60  |
| 3     | Tonny de Jong            | Niederlande | 7:07,44 | 42,74  |
| 4     | Barbara de Loor          | Niederlande | 7:07,49 | 42,74  |
| 5     | Renate Groenewold        | Niederlande | 7:17,76 | 43,77  |
| 6     | Annamarie Thomas         | Niederlande | 7:18,71 | 43,87  |
| 7     | Emese Hunyady            | Österreich  | 7:22,69 | 44,26  |
| 8     | Daniela Anschütz         | Deutschland | 7:25,97 | 44,59  |
| 9     | Ulrike Adeberg           | Deutschland | 7:27,51 | 44,75  |
| 10    | Warwara Baryschewa       | Russland    | 7:28,61 | 44,86  |
|       |                          |             |         |        |
| 12    | Emese Dörfler-Antal      | Österreich  | 7:36,71 | 45,67  |

### Männer

#### Endstand Großer Vierkampf
- Zeigt die ersten zwölf Finalteilnehmer der Mehrkampf-EM über 10.000 Meter.

| Rang | Name                 | 500 Meter  | Pkt.  | 5000 Meter   | Pkt.  | 1500 Meter   | Pkt.  | 10.000 Meter  | Pkt.  | Gesamt- punkte |
| ---- | -------------------- | ---------- | ----- | ------------ | ----- | ------------ | ----- | ------------- | ----- | -------------- |
| 1    | Rintje Ritsma        | 36,74 (1)  | 36,74 | 6:36,33 (3)  | 39,63 | 1:49,18 (1)  | 36,39 | 13:56,93 (9)  | 41,84 | 154,612        |
| 2    | Roberto Sighel       | 37,64 (6)  | 37,64 | 6:39,57 (7)  | 39,95 | 1:51,20 (8)  | 37,06 | 13:49,29 (6)  | 41,46 | 156,127        |
| 3    | Dmitri Schepel       | 37,52 (4)  | 37,52 | 6:39,68 (8)  | 39,96 | 1:50,64 (4)  | 36,88 | 13:55,33 (8)  | 41,76 | 156,134        |
| 4    | Bart Veldkamp        | 38,53 (14) | 38,53 | 6:35,43 (2)  | 39,54 | 1:52,92 (13) | 37,64 | 13:29,81 (1)  | 40,49 | 156,203        |
| 5    | Vadim Sajutin        | 38,08 (12) | 38,08 | 6:37,94 (5)  | 39,79 | 1:51,58 (10) | 37,19 | 13:47,50 (5)  | 41,37 | 156,442        |
| 6    | Martin Hersman       | 37,32 (3)  | 37,32 | 6:40,23 (10) | 40,02 | 1:51,03 (5)  | 37,01 | 14:10,35 (12) | 42,51 | 156,870        |
| 7    | Christian Breuer     | 36,89 (2)  | 36,89 | 6:43,45 (13) | 40,34 | 1:51,06 (7)  | 37,02 | 14:12,34 (14) | 42,61 | 156,872        |
| 8    | Frank Dittrich       | 38,82 (19) | 38,82 | 6:38,27 (6)  | 39,82 | 1:54,20 (18) | 38,06 | 13:38,71 (2)  | 40,93 | 157,648        |
| 9    | Eskil Ervik          | 38,53 (14) | 38,53 | 6:32,55 (1)  | 39,25 | 1:52,05 (12) | 37,35 | 14:11,42 (13) | 42,57 | 157,706        |
| 10   | Kjell Storelid       | 39,05 (21) | 39,05 | 6:37,72 (4)  | 39,77 | 1:53,30 (14) | 37,76 | 13:45,41 (4)  | 41,27 | 157,858        |
| 11   | Stefano Donagrandi   | 37,67 (7)  | 37,67 | 6:47,51 (16) | 40,75 | 1:51,80 (11) | 37,26 | 14:09,25 (11) | 42,46 | 158,149        |
| 12   | Marnix ten Kortenaar | 38,73 (17) | 38,73 | 6:41,29 (11) | 40,12 | 1:53,48 (15) | 37,82 | 13:58,47 (10) | 41,92 | 158,608        |

#### 500 Meter
| Platz | Name                 | Land        | Zeit  | Punkte |
| ----- | -------------------- | ----------- | ----- | ------ |
| 1     | Rintje Ritsma        | Niederlande | 36,74 | 36,74  |
| 2     | Christian Breuer     | Deutschland | 36,89 | 36,89  |
| 3     | Martin Hersman       | Niederlande | 37,32 | 37,32  |
| 4     | Dmitri Schepel       | Russland    | 37,52 | 37,52  |
| 5     | Cédric Kuentz        | Frankreich  | 37,60 | 37,60  |
| 6     | Roberto Sighel       | Italien     | 37,64 | 37,64  |
| 7     | Stefano Donagrandi   | Italien     | 37,67 | 37,67  |
| 8     | Maurizio de Monte    | Italien     | 37,85 | 37,85  |
| 9     | Ivan Djakov          | Russland    | 37,92 | 37,92  |
| 10    | Paweł Jan Zygmunt    | Polen       | 37,95 | 37,95  |
|       |                      |             |       |        |
| 17    | Marnix ten Kortenaar | Österreich  | 38,73 | 38,73  |
| 19    | Frank Dittrich       | Deutschland | 38,82 | 38,82  |
| 23    | Stefan Lechner       | Österreich  | 39,37 | 39,37  |

#### 5000 Meter
| Platz | Name             | Land        | Zeit    | Punkte |
| ----- | ---------------- | ----------- | ------- | ------ |
| 1     | Eskil Ervik      | Norwegen    | 6:32,55 | 39,25  |
| 2     | Bart Veldkamp    | Belgien     | 6:35,43 | 39,54  |
| 3     | Rintje Ritsma    | Niederlande | 6:36,33 | 39,63  |
| 4     | Kjell Storelid   | Norwegen    | 6:37,72 | 39,77  |
| 5     | Vadim Sajutin    | Russland    | 6:37,94 | 39,79  |
| 6     | Frank Dittrich   | Deutschland | 6:38,27 | 39,82  |
| 7     | Roberto Sighel   | Italien     | 6:39,57 | 39,95  |
| 8     | Dmitri Schepel   | Russland    | 6:39,68 | 39,96  |
| 9     | Brigt Rykkje     | Norwegen    | 6:39,69 | 39,96  |
| 10    | Martin Hersman   | Niederlande | 6:40,23 | 40,02  |
|       |                  |             |         |        |
| 13    | Christian Breuer | Deutschland | 6:43,45 | 40,34  |
| 24    | Stefan Lechner   | Österreich  | 7:08,26 | 42,82  |

#### 1500 Meter
| Platz | Name                 | Land        | Zeit    | Punkte |
| ----- | -------------------- | ----------- | ------- | ------ |
| 1     | Rintje Ritsma        | Niederlande | 1:49,18 | 36,39  |
| 2     | Ådne Søndrål         | Norwegen    | 1:50,08 | 36,69  |
| 3     | Ids Postma           | Niederlande | 1:50,36 | 36,78  |
| 4     | Dmitri Schepel       | Russland    | 1:50,64 | 36,88  |
| 5     | Martin Hersman       | Niederlande | 1:51,03 | 37,01  |
| 6     | Cédric Kuentz        | Frankreich  | 1:51,05 | 37,01  |
| 7     | Christian Breuer     | Deutschland | 1:51,06 | 37,02  |
| 8     | Roberto Sighel       | Italien     | 1:51,20 | 37,06  |
| 9     | Maurizio de Monte    | Italien     | 1:51,54 | 37,18  |
| 10    | Vadim Sajutin        | Russland    | 1:51,58 | 37,19  |
|       |                      |             |         |        |
| 15    | Marnix ten Kortenaar | Österreich  | 1:53,48 | 37,82  |
| 18    | Frank Dittrich       | Deutschland | 1:54,20 | 38,06  |
| 26    | Stefan Lechner       | Österreich  | 1:57,98 | 39,32  |

#### 10.000 Meter
| Platz | Name                 | Land        | Zeit     | Punkte |
| ----- | -------------------- | ----------- | -------- | ------ |
| 1     | Bart Veldkamp        | Belgien     | 13:29,81 | 40,49  |
| 2     | Frank Dittrich       | Deutschland | 13:38,71 | 40,93  |
| 3     | Brigt Rykkje         | Norwegen    | 13:40,89 | 41,04  |
| 4     | Kjell Storelid       | Norwegen    | 13:45,41 | 41,27  |
| 5     | Vadim Sajutin        | Russland    | 13:47,50 | 41,37  |
| 6     | Roberto Sighel       | Italien     | 13:49,29 | 41,46  |
| 7     | Gianni Romme         | Niederlande | 13:52,69 | 41,63  |
| 8     | Dmitri Schepel       | Russland    | 13:55,33 | 41,76  |
| 9     | Rintje Ritsma        | Niederlande | 13:56,93 | 41,84  |
| 10    | Marnix ten Kortenaar | Österreich  | 13:58,47 | 41,92  |
|       |                      |             |          |        |
| 14    | Christian Breuer     | Deutschland | 14:12,34 | 42,61  |